# Stazione di Pozzuoli Solfatara
Stazione di Pozzuoli Solfatara vasútállomás Olaszországban, Pozzuoli településen.

## Vasútvonalak
Az állomást az alábbi vasútvonalak érintik:
- Villa Literno-Nápoly-vasútvonal

## Kapcsolódó állomások
A vasútállomáshoz az alábbi állomások vannak a legközelebb:
- Via Campana railway halt (Villa Literno-Nápoly-vasútvonal)
- Stazione di Bagnoli-Agnano Terme (Stazione di Napoli San Giovanni-Barra, Line 2)